# بلوک‌بندی
در نظریه آماری طرح آزمایش، بلوک‌بندی تنظیم واحدهای آزمایش در گروه‌هایی (بلوک‌ها) است که مشابه یکدیگرند.

## مثال
برای مثال، به منظور سنجش یک داروی جدید بر روی بیماران آزمایشی طراحی می‌شود. دو سطح درمان وجود دارد، دارو و پلاسبو، که طی آزمایش دوکور، بیماران زن و مرد تحت درمان قرار می‌گیرند. براساس تنوع درمان بین زن و مرد، جنس بیمار، عامل بلوک‌بندی است. این موجب کاهش منبع اختلاف می‌شود و در نتیجه دقت آزمایش افزایش می‌یابد.